# 毗底沙
毗底沙（Vidisha），是印度中央邦毗底沙县的一个城镇。总人口125457（2001年）。

## 人口
该地2001年总人口125457人，其中男性66579人，女性58878人；0—6岁人口18982人，其中男9780人，女9202人；识字率70.15%，其中男性为76.95%，女性为62.47%。